# Cleora tenebrata
Cleora tenebrata är en fjärilsart som beskrevs av Fletcher 1953. Cleora tenebrata ingår i släktet Cleora och familjen mätare. Inga underarter finns listade i Catalogue of Life.